# Сімнадцятиріччя
Сімнадцятиріччя (англ. Seventeen) — американська комедійна драма режисера Роберта Дж. Віньоли 1916 року.

## Сюжет
Сімнадцятирічний Вільям Сільванус Бакстер шалено закоханий в молоду кокетку, Лолу Пратт. Вільям витратив всі свої гроші на мінливу дівчину, Лола тікає із старшим чоловіком. Вільям, убитий горем, думає про самогубство, поки друг дитинства — Мей Парчер, не завітала до нього, Вільям закохується.

## У ролях
- Луїз Хафф — Лола Пратт
- Джек Пікфорд — Вільям Сільванус Бакстер
- Вініфред Аллен — Мей Парчер
- Медж Еванс — Джейн Бакстер
- Волтер Хайерс — Джордж Купер
- Дік Лі — Дженесіс
- Річард Россон — Джонні Уотсон
- Джуліан Діллон — Джо Булліт
- Хелен Ліндрот — місіс Бакстер
- Тоні Мерло — містер Бакстер
- Рудольф Валентіно